# 吉川昌宏
吉川 昌宏（よしかわ まさひろ、1978年6月29日 - ）は、高知県香美郡土佐山田町（現：香美市）出身の元プロ野球選手（投手、右投左打）。

## 来歴

### プロ入り前
明徳義塾中から明徳義塾高に進学。2年秋に翌夏全国制覇する松山商を決勝で下して四国大会優勝、選抜高校野球ではベスト8。夏は県大会決勝で延長13回を投げて甲子園出場、2回戦で同じ四国の新野高（徳島）に逆転負け。高校日本代表に選出された。このときすでにサイドスローだった。
1997年に亜細亜大学へ入学。大学の先輩で似たフォームの高津臣吾の大学時代の背番号11を着けて1年春から登板。同期にスワローズで一緒になる松井光介や久本祐一がいた。2年の大学選手権は準々決勝で先発も敗戦。1学年上に佐藤宏志、2学年下に木佐貫洋もいて救援が中心であった。2、3年時は日米大学野球の代表となった。東都大学リーグ通算31試合登板、9勝3敗、防御率3.23、87奪三振。
大学卒業後、2001年に社会人野球のローソンに入社するも、翌2002年シーズン終了後にチームの廃部が決定する。その状況の中、2002年のプロ野球ドラフト会議でヤクルトスワローズから8巡目指名を受け入団。

### プロ入り後
2005年に初の開幕一軍入りを果たすと、開幕から8試合連続無失点を記録。石井弘寿と並ぶ61試合登板を達成し、苦手だった左打者に対する被打率は1割台に抑えた。チームトップの23ホールドを挙げ、セットアッパーの一人として欠かせない存在となった。トレードマークである髭は、この年から生やし始めた。古田敦也の2000本安打達成と同じ4月24日にプロ初勝利をあげた。
2006年はリリーフの一角として前半だけで23試合に登板したが、6月下旬に肩痛で二軍落ち。夏場をリハビリにあて、9月に復帰した。苦手の左打者には4割以上打たれた。
2007年は43試合に登板し、中継ぎとして奮闘。特に夏場以降安定感を見せた。
2008年、松岡健一、押本健彦、五十嵐亮太、林昌勇らの活躍により、登板機会が減り18登板に留まる。
2009年はさらに登板機会が減り、8試合の登板に留まった。
2010年は3月30日の中日ドラゴンズ戦でシーズン初登板、6回表1死満塁の場面で打者を併殺に打ち取って、ルーキー中澤雅人の初先発初勝利を助けた。その後二軍では好投を続けたものの、一軍では被本塁打による大量失点が響き防御率10.00に終わった。
2011年、二軍では37試合に登板し防御率3.25であったが、一軍での登板は無く、10月9日に戦力外通告を受ける。12月2日、自由契約公示された。

### 引退後
退団後は地元高知で、ベースボール＆スポーツアカデミー「ExchangeSports」を設立するも、2014年10月をもって閉校。その後は衆議院議員である中谷元の高知事務所で私設秘書をしている。
また高校時代の後輩の縁で高知県のミタニ建設工業の軟式野球部に所属。背番号は18。投手だけでなく打撃面でもクリーンナップを任されている。
2016年には高知県軟式野球連盟の中学女子選抜の臨時コーチを務めた。

## 選手としての特徴
サイドスローからツーシーム、シンカー、カットボールなど多彩な変化球を駆使する技巧派右腕。

## 詳細情報

### 年度別投手成績
| 年 度     | 球 団     | 登 板 | 先 発 | 完 投 | 完 封 | 無 四 球 | 勝 利 | 敗 戦 | セ 丨 ブ | ホ 丨 ル ド | 勝 率 | 打 者 | 投 球 回 | 被 安 打 | 被 本 塁 打 | 与 四 球 | 敬 遠 | 与 死 球 | 奪 三 振 | 暴 投 | ボ 丨 ク | 失 点 | 自 責 点 | 防 御 率 | W H I P |
| --------- | --------- | ----- | ----- | ----- | ----- | -------- | ----- | ----- | -------- | ----------- | ----- | ----- | -------- | -------- | ----------- | -------- | ----- | -------- | -------- | ----- | -------- | ----- | -------- | -------- | ------- |
| 2003      | ヤクルト  | 4     | 0     | 0     | 0     | 0        | 0     | 0     | 0        | --          | ----  | 14    | 3.0      | 3        | 0           | 2        | 0     | 0        | 3        | 0     | 0        | 0     | 0        | 0.00     | 1.67    |
| 2004      | ヤクルト  | 10    | 0     | 0     | 0     | 0        | 0     | 0     | 0        | --          | ----  | 57    | 11.1     | 17       | 2           | 6        | 0     | 1        | 8        | 0     | 1        | 10    | 9        | 7.15     | 2.03    |
| 2005      | ヤクルト  | 61    | 0     | 0     | 0     | 0        | 3     | 3     | 0        | 20          | .500  | 245   | 58.0     | 50       | 6           | 20       | 2     | 5        | 32       | 1     | 1        | 25    | 24       | 3.72     | 1.21    |
| 2006      | ヤクルト  | 23    | 0     | 0     | 0     | 0        | 2     | 1     | 0        | 4           | .667  | 114   | 26.0     | 34       | 2           | 5        | 1     | 1        | 20       | 0     | 0        | 10    | 10       | 3.46     | 1.50    |
| 2007      | ヤクルト  | 43    | 0     | 0     | 0     | 0        | 2     | 2     | 0        | 10          | .500  | 171   | 42.1     | 37       | 5           | 8        | 2     | 4        | 25       | 1     | 0        | 17    | 17       | 3.61     | 1.06    |
| 2008      | ヤクルト  | 18    | 0     | 0     | 0     | 0        | 0     | 0     | 0        | 4           | ----  | 82    | 19.1     | 20       | 3           | 6        | 0     | 1        | 10       | 0     | 0        | 9     | 9        | 4.19     | 1.34    |
| 2009      | ヤクルト  | 8     | 0     | 0     | 0     | 0        | 0     | 0     | 0        | 1           | ----  | 30    | 7.2      | 6        | 2           | 0        | 0     | 2        | 8        | 0     | 0        | 3     | 3        | 3.52     | 0.78    |
| 2010      | ヤクルト  | 9     | 0     | 0     | 0     | 0        | 0     | 0     | 0        | 1           | ----  | 47    | 9.0      | 16       | 2           | 4        | 0     | 1        | 6        | 0     | 0        | 12    | 10       | 10.00    | 2.22    |
| 通算：8年 | 通算：8年 | 176   | 0     | 0     | 0     | 0        | 7     | 6     | 0        | 40          | .538  | 760   | 176.2    | 183      | 22          | 51       | 5     | 15       | 112      | 2     | 2        | 86    | 82       | 4.18     | 1.33    |

### 記録
- 初登板：2003年6月18日、対中日ドラゴンズ13回戦（ナゴヤドーム）、6回裏1死に2番手で救援登板、2/3回無失点
- 初奪三振：同上、6回裏に大西崇之から
- 初ホールド：2005年4月17日、対読売ジャイアンツ3回戦（明治神宮野球場）、4回表に3番手で救援登板、3回無失点
- 初勝利：2005年4月24日、対広島東洋カープ5回戦（坊っちゃんスタジアム）、6回表2死に3番手で救援登板、1/3回無失点

### 背番号
- 62 （2003年 - 2011年）